# Diagnoza społeczna (podręcznik)
Diagnoza społeczna (ang. Social diagnosis) – podręcznik pracy socjalnej z 1917 autorstwa Mary Richmond, uznawany za pierwszy w dziejach podręcznik profesjonalnej pracy socjalnej ustalający kanon podstaw zawodu. Do czasów obecnych należy do klasyki tej dyscypliny naukowej. Był rozwinięciem wcześniejszej pracy autorki What is social diagnosis, która powstała w początkach XX wieku.

## Zawartość
Naukowe podejście autorki do zagadnień pracy socjalnej sytuowało tę dyscyplinę tak wysoko, że żadne czynniki zewnętrzne nie mogły zignorować publikacji, osoby autorki ani zaprezentowanych weń treści. Mary Richmond sformułowała w swym dziele pierwszą definicję pracy z indywidualnym przypadkiem (casework), pisząc, że jest to sztuka rozwiązywania różnych problemów poszczególnych ludzi przez zgodną współpracę z nimi, celem osiągnięcia ich wspólnego dobra, będącego dobrem jednostki. Używając słowa sztuka zdefiniowała pracę socjalną jako profesjonalne, mistrzowskie działanie na rzecz dobra człowieka, które jest jednocześnie dobrem wspólnym, a w centrum postawiła nie problemy, ale osobę. Obecnie casework jest podstawową metodą działania pracowników socjalnych na całym świecie. Richmond zwróciła uwagę na istotną rolę powiązań istniejących pomiędzy człowiekiem, a jego środowiskiem społecznym i wpływ tych relacji na sytuację życiową oraz status człowieka. Łączyła narzędzia używane w naukach medycznych, psychologii i psychiatrii do rozpoznawania sytuacji jednostek w perspektywie socjologicznej.

## Charakter
Dzieło zostało wydane przez Russel Sage Foundation, w której pracowała autorka. Składa się z trzech części. W pierwszej autorka wyjaśnia podstawowe elementy diagnozy społecznej. W drugiej (czternaście rozdziałów) wskazuje podstawowe źródła pozyskiwania informacji do postawienia diagnozy społecznej. W trzeciej przedstawia szczególne sytuacje, będące czynnikami interferującymi w proces diagnostyczny i które należy brać pod uwagę w trakcie pracy z indywidualnym przypadkiem. Poszczególne rozdziały składają się z podpunktów i podsumowań. Było to podsumowanie badań, które przeprowadzała przez całe życie – pierwsze wydanie ukazało się, gdy miała 56 lat. Podręcznikiem tym ukoronowała swoje długoletnie starania o to, by dobroczynność stała się rzetelną dyscypliną praktyczną opartą na solidnych podstawach diagnostycznych.